# Sergei Alexandrowitsch Krylow

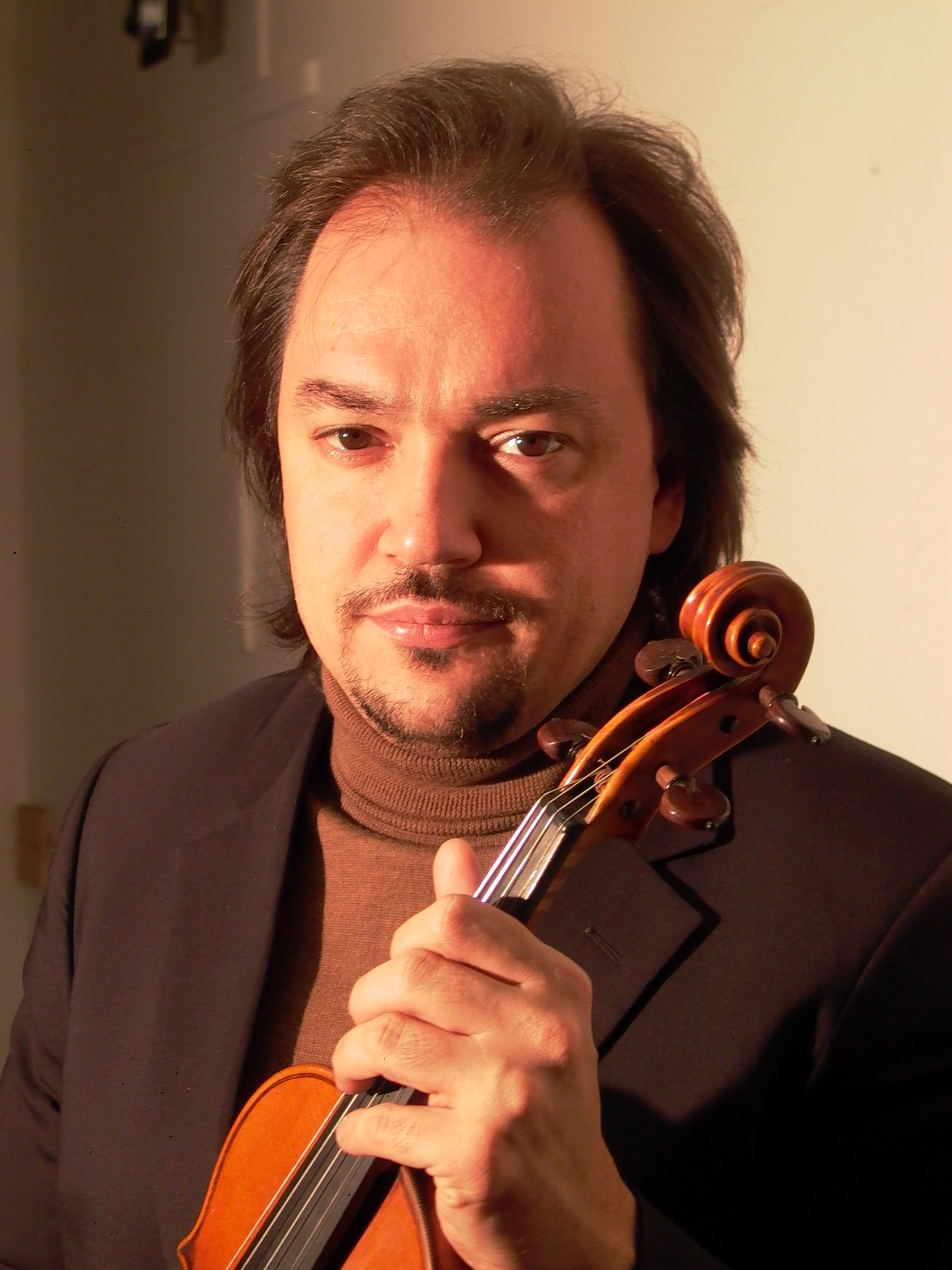
Krylow (2008)

Sergei Alexandrowitsch Krylow (russisch Сергей Александрович Крылов, wiss. Transliteration Sergej Aleksandrovič Krylov; * 2. Dezember 1970 in Moskau) ist ein russischer Violinist.

## Leben
In Moskau als Sohn einer Musiker-Familie geboren, begann Krylow ein Violin-Studium im Alter von fünf Jahren und gab ein Jahr später sein erstes Konzert. Mit zehn Jahren folgten sein Orchester-Debüt sowie die ersten Konzert-Reisen durch Russland, China, Polen, Finnland und Deutschland. 1987 nahm er für das sowjetische Radio und Fernsehen das Mozart-Konzert KV 219 auf.
Nach einem weiteren Studium unter Salvatore Accardo begann für Krylow eine internationale Karriere.

## Konzerte
Er gab Konzerte in der Berliner und Münchner Philharmonie, beim Musikverein und Konzerthaus Wien, Auditorium Radio France in Paris, Megaron Centre in Athen, an der Suntory Hall Tokio, beim Festival von Santander und Granada, Festival Prager Frühling, am Teatro Colon in Buenos Aires und an der Mailänder Scala.
Dabei arbeitete er mit dem Wiener Sinfonie Orchester, English Chamber Orchestra, St. Petersburg Philharmonic, der Camerata Academica Salzburg, dem Orchester “G. Verdi” in Mailand, NHK Tokyo, den Tschechischen Philharmonikern, dem Orchestra Filarmonica di Parma sowie dem Philharmonischen Staatsorchester Hamburg zusammen. Von allen Begegnungen während seiner künstlerischen Karriere war die Zusammenarbeit und Freundschaft mit Mstislaw Rostropowitsch eine der wichtigsten.

## Auszeichnungen
- Erster Preis des internationalen Wettbewerbs „R. Lipizer“.
- Erster Preis im Wettbewerb „A. Stradivari” in Cremona und “Fritz Kreisler” in Wien.

## Werke (Auswahl)
Krylow hat für EMI, Melodija und Agorà aufgenommen.
- Mozart, Tartini – von Sergei Krylov und Saulius Sondeckis
- Sonaten / Op. 80, 35, 94 – von Sergej Krylov 1999
- Mozart, Tartini – Works for Violin – Sergei Krylov